# گروه ای‌اف‌آی
گروه ای‌اف‌آی (انگلیسی: Africa Israel Investments) شرکت هلدینگ اسرائیلی است، که در سال ۱۹۳۴ تأسیس شد.